# Tjøreholmane
Tjøreholmane, est une île dans le landskap Sunnhordland du comté de Vestland. Elle appartient administrativement à Bjørnafjorden.

## Géographie
Rocheuse et pratiquement désertique, à fleur d'eau, elle s'étend sur environ 63 m de longueur pour une largeur approximative de 32 m. Elle est adossée à l'est à la route Sundvorvegen.